# Templo do Cavalo Branco
O templo do Cavalo Branco ou templo Baima  (chinês tradicional: 白馬寺, chinês simplificado: 白马寺, pinyin: Báimǎ Sì, Wade–Giles: Pai-ma szu) é um templo budista localizado em Luoyang, na província de Honã, na República Popular da China. Construído na então capital da dinastia Han Oriental no ano de 68 sob o patronato do imperador Ming de Han, é considerado o primeiro templo budista construído na China. Se localiza 12-13 quilômetros a leste da atual Luoyang, logo após as muralhas que circundavam a antiga capital. Dista aproximadamente quarenta minutos através do ônibus 56 a partir da estação férrea de Luoyang. Embora pequeno em comparação a outros templos chineses, é considerado de grande importância por ser o "berço do budismo chinês". Ao sul, se localizam a montanha Manghan e o rio Lucoche. 
O templo, na verdade, compõe-se de um complexo de templos, os principais deles reconstruídos durante as dinastias Ming (1368-1644) e Qing (1644-1912). Eles foram reformados na década de 1950 e novamente em março de 1973 após a Revolução Cultural Chinesa. Possui numerosos corredores divididos por pátios e jardins, cobrindo uma área de aproximadamente 13 hectares. As placas informativas em chinês e inglês descrevem, em detalhes, as divindades budistas representadas nos corredores, como Sidarta Gautama, Maitreya, o Buda de Jade, Avalokiteshvara, Amitaba, diversos arhats e, na entrada, os dois cavalos brancos que teriam trazido os monges indianos para a China e dois leões míticos. Com financiamento internacional, o templo passou por muitas mudanças estruturais e internas. O mais recente projeto colaborativo, com a Índia, foi completado em 2008 com a construção de réplicas da estupa de Sanchi e do Buda de Saranate. 

## Etimologia
Dois monges procedentes da terra dos iuechis (que controlavam o norte do Afeganistão e partes do noroeste da Índia) se hospedaram no templo, então chamado de Pi-ma-sai, que significa "Templo do Cavalo Branco" (pi, "branco" + ma, "cavalo" + sai, ssi, "templo). Ssi também significa "residência de bicos". O imperador ordenou a utilização do sufixo 寺 (pinyin si) no nome do templo como um sinal de respeito. Esse caractere era utilizado para nomear os ministérios do governo. Posteriormente, passou a nomear todos os templos, e até mesquitas, deixando de nomear os ministérios. Como resultado, algumas vezes o nome do templo é traduzido como "Ministério do Cavalo Branco", uma tradução que era válida na época em que o templo foi construído. "Templo do Cavalo Branco" é a tradução moderna.
Entretanto, esta pode ser uma etimologia popular, pois existem outros templos antigos que também  possuem este nome. O monge Zhidun (ou Chih Tun) (314–366), que foi um famoso propagador do budismo em Nanquim, teve documentadas discussões com Fenghui no monastério Baima si (Pai ma), em Jiankang (anteriormente Jianye), a capital da dinastia Jin Ocidental (317-420). Também existiu uma Baima si em Xiangyang onde Daoan e seus discípulos permaneceram por volta de 365. Para complicar ainda mais a etimologia, havia povos conhecidos como "Qiang dos Cavalos Brancos" e "Di" que viviam no "Vale do Cavalo Branco" nas porções superiores do rio Min (Sichuan), o qual flui ao sul do monte Min, perto da cidade de Zhangla ([Chang-la]: 32.50° N, 103.40° E). Até hoje, existem povos que se chamam "Di dos Cavalos Brancos" morando na região. É possível, mas improvável, que o nome Baima derive de um desses povos, que podem ter sido influenciados pelo budismo em tempos antigos, ao invés de vir de reais "cavalos brancos carregando escrituras". 

## Lendas
Aqui estão algumas lendas relacionadas à fundação do templo:
- Em seguida ao sonho do imperador Ming sobre um buda que implantava o budismo no país, dois emissários do imperador partiram em busca de escrituras budistas. Eles encontraram dois monges budistas indianos no Afeganistão e os convenceram a voltar com eles à China com escrituras, relíquias e estátuas budistas carregadas em dois cavalos brancos. Agradecido pela vinda dos monges indianos à China, o imperador construiu um templo em honra dos monges, nomeando-o "Templo do Cavalo Branco" ou "Templo Baima", em agradecimento aos dois cavalos brancos que haviam transportado os monges. Os monges passaram a residir no templo, onde se dedicaram à tradução das escrituras budistas para a língua chinesa. A partir de então, o budismo se desenvolveu na China, ganhando um novo impulso no século V com a chegada do monge indiano Bodhidharma.
- A convite do imperador chinês Ming Di, dois monges indianos chamados Kasyapa Matanga e Dharmaratna (ou Gobharana) traduziram clássicos budistas no templo Baima em Luoyang, então a capital do país. Em especial, Kasyapa traduziu o "Sutra dos 42 Capítulos" (四十二章經), que é louvado na história do budismo chinês como tendo sido o primeiro sutra escrito em chinês. Já Dharmaratna traduziu o Dasa Bhumi (Dez Estágios da Perfeição), além de cinco outras escrituras. O templo cresceu em importância conforme o budismo se espalhava pela Coreia, Japão e Vietnã. A introdução do budismo na China influiu poderosamente na moral, ética e pensamento do país.
- A história do templo começa com o sonho do imperador Ming Di e com a implantação do templo no ano 68 em honra aos dois monges indianos e aos cavalos brancos que os trouxeram à China com escrituras budistas. Os dois monges traduziram muitas escrituras enquanto viveram no templo, que foi nomeado Templo do Cavalo Branco. Os monges indianos morreram no templo, e foram enterrados no pátio principal. Em seguida à fundação do templo, mil monges passaram a residir no local.
- De acordo com o "Capítulo Sobre as Regiões Ocidentais" do Hou Hanshu ("Livro dos Han Posteriores"), que foi escrito baseado num informe ao imperador por volta do ano 125, mas que foi compilado só no século V:

| “ | Existe uma tradição corrente de que o imperador Ming sonhou que viu um homem alto dourado cujo topo da cabeça brilhava. Ele questionou seus conselheiros e um deles respondeu: 'No oeste, há um deus chamado Buda. Seu corpo mede dezesseis chi (3,7 metros) e é da cor do ouro'. É por isso que o imperador enviou emissários a Tianzhu (noroeste da Índia) para perguntar acerca da doutrina de Buda, após o que pinturas e estátuas [do Buda] apareceram no Reino do Meio. | ” |

Existem muitas versões explicando a fundação do templo. Yang Hsüan-chih diz, no prefácio de seu livro "Um Registro dos Monastérios Budistas de Lo-Yang" (finalizado por volta do ano 547), que, após o seu sonho, o imperador Ming ordenou que estátuas de Buda fossem erguidas no portão [K'ai]yang (Portão da Abertura para o Sol da Manhã) do Palácio do Sul e próximo ao terraço [Ch'ang]yeh (Terraço da Noite Eterna). Ele, entretanto, não menciona o templo. 